# 2Mex
Alejandro Ocana, được biết đến với nghệ danh 2Mex, là một rapper đến từ Los Angeles, California. Anh là thành viên của The Visionaries và Of Mexico Descent. Anh đã hợp tác với các nghệ sĩ hip hop underground như Jel, Omid, Thavius Beck, Factor, Radioinactive và Isaiah "Ikey" Owens. Anh là một thành viên của hội nhóm Project Blowed, và anh là một phần của Shape Shifters.

## Lịch sử
2Mex đã tham dự các đêm mic mở Good Life Cafe vào năm 1993. Vào khoảng thời gian đó, anh thành lập Of Mexican Descent cùng với Xololanxinxo.
Năm 1998, anh phát hành album đầu tiên của mình với The Visionaries cũng như album đầu tiên Of Mexican Descent, và anh được giới thiệu trong album tổng hợp của OD (Omid) Beneath the Surface. Năm 1999, anh được giới thiệu (cùng với Xololanxinxo và Of Mexican Descent) trong album tổng hợp Fat Jack Cater to the DJ, và anh phát hành album solo đầu tiên Fake It Till You Make It as The Mind Clouders với nhà sản xuất Mums the Word. Năm 2000, anh được giới thiệu (với tư cách là thành viên của Afterlife Crew) trong Declaration of an Independent. Sau đó, anh phát hành B-Boys in Occupied Mexico dưới nhãn đĩa Mean Street vào năm 2001. Sweat Lodge Infinite được phát hành dưới nhãn đĩa Temporary Anything vào năm 2003. Album cùng tên, 2Mex, được phát hành vào năm 2004. Anh đã phát hành My Fanbase Will Destroy You dưới nhãn đĩa Strange Famous Records năm 2010. Album có sự xuất hiện của khách mời từ Murs, Prince Po, Busdriver và Nobody. Năm 2016, một chân của anh bị cắt cụt do biến chứng của bệnh tiểu đường. Anh đã  đề cập đến mất mát và những cuộc đấu tranh khác của bản thân trong album Lospital năm 2017.

## Phim
2Mex xuất hiện trong bộ phim tài liệu từng đoạt giải thưởng This Is the Life của Ava Duvernay, ghi lại phong trào âm nhạc được khai sinh tại The Good Life Cafe ở South Central, Los Angeles. Good Life Cafe là xưởng mic mở, nơi anh đã biểu diễn lần đầu tiên với Of Mexican Descent vào năm 1993.

## Danh sách đĩa nhạc
Album solo
- Words. Knot Music. (Memo / Afterlife, 2000)
- B-Boys in Occupied Mexico (Mean Street, 2001)
- Sweat Lodge Infinite (Temporary Whatever, 2003)
- 2Mex (Paladin Creative Super Co., 2004)
- Knowhawk (Biofidelic / La2TheBay / Invisible Enemy, 2004)
- Over the Counter Culture (Up Above, 2005) (với tư cách là SunGodSuns)
- My Fanbase Will Destroy You (Strange Famous, 2010)
- Lospital (Water the Plants, 2017)
- Gentrification EP (2018)

với Visionaries (2Mex với Dannu, DJ Rhettmatic, Key Kool, LMNO & Lord Zen)
- Galleries (Up Above, 1998)
- Sophomore Jinx (Up Above, 2000)
- Pangaea (Up Above, 2004)
- We Are the Ones (We've Been Waiting For) (Up Above, 2006)

Khác
- Exitos y Mas Exitos (1998) (với Xololanxinxo, với tư cách Of Mexican Descent)
- Fake It Until You Make It (1999) (với Mum's the Word, với tư cách The Mind Clouders)
- Money Symbol Martyrs (2006) (với Life Rexall, với tư cách $martyr)
- Suffer in Style (2008) (với Isaiah Owens, với tư cách Look Daggers)
- Break Up Your Make Up (2009) (với Deeskee, Die Young & Stacey Dee, với tư cách The Returners)
- Blessing in Disguise (2010) (với KeyKool & LMNO)
- Fallin' Angels (2011) (với Nobody, với tư cách SunGodSuns)
- Like Farther... Like Sun... (2013) (với Maiselph)

Cameo
- Key-Kool & Rhettmatic - "Visionaries (Stop Actin' Scary)" from Kozmonautz (1995)
- Nobody - "Shades of Orange" from Soulmates (2000)
- Abstract Rude + Tribe Unique - "Frisbee" from P.A.I.N.T. (2001)
- Existereo - "Morals" from Dirty Deeds & Dead Flowers (2001)
- Jel vs. 2Mex - "D.I.Y. Partisan" (2002)
- Busdriver & Radioinactive với Daedelus - "Barely Music" from The Weather (2003)
- Dax, Neogen, Dert, Reconcile, Professor Who, Dokument, Chosen1, Griffin, Lazarus, Raphi, Drastic, Propaganda & Macho - "Remember This Day" from Underground Rise, Volume 1: Sunrise/Sunset (2003)
- Omid - "Myth Behind the Man" from Monolith (2003)
- Abstract Rude & Tribe Unique - "Flow and Tell" from Showtyme (2003)
- Awol One - "Gagbuster" from Self Titled (2004)
- Shape Shifters - "American Idle" from Was Here (2004)
- Subtitle - "Crew Cut (for Sale)" from Young Dangerous Heart (2005)
- Busdriver - "Sphinx's Coonery" from Fear of a Black Tangent (2005)
- Ellay Khule - "Fading Rhythms" from Califormula (2006)
- Prince Po - "Ask Me" from Prettyblack (2006)
- Thavius Beck - "Dedicated to Difficulty" from Thru (2006)
- Mestizo - "Back Wash" from Dream State  (2007)
- The Gigantics - "Don't" from Die Already (2008)
- Expedyte feat Louis Logic, Phakt - "Sunny Daze" from Life (2008)
- Ceschi - "Same Old Love Song" (2009)
- Neila - "Mercy Refused" from Better Late Than Never (2009)
- Factor - "Mental Illness" from Lawson Graham (2010)
- Radioinactive - "Mint Tea" from The Akashic Record (2013)
- Self Provoked - "Trophies" from [The Propaganda] (2015)